# Ariosoma coquettei
Ariosoma coquettei is een  straalvinnige vissensoort uit de familie van zeepalingen (Congridae). De wetenschappelijke naam van de soort is voor het eerst geldig gepubliceerd in 1977 door Smith & Kanazawa.